# Marcelo Silva Ramos
Marcelo Silva Ramos of Marcelo Ramos (Salvador, 25 juni 1973) is een Braziliaans voormalig voetballer die als spits speelde.

## Biografie
Marcelo begon zijn loopbaan bij EC Bahia, voor hij bij Cruzeiro EC zijn doorbraak beleefde. In het seizoen 1996-1997 speelde hij in Nederland voor PSV, waar hij bekendstond onder de naam Marcelo. Daar speelde hij aanvankelijk veel wedstrijden, maar voldeed niet aan de hoge verwachtingen die de club had. Hij werd overbodig nadat PSV de Belg Gilles de Bilde naar Eindhoven haalde, waardoor zijn verblijf tot minder dan een jaar beperkt bleef. Hierna voetbalde hij voor een legio clubs in Brazilië, twee clubs in Japan en een club in Colombia.